# 7093 Jonleake
7093 Jonleake eller 1992 OT är en asteroid i huvudbältet som upptäcktes 26 juli 1992 av den amerikanske astronomen Eleanor F. Helin vid Palomar-observatoriet. Den är uppkallad efter journalisten Jonathan Richard Leake.
Asteroiden har en diameter på ungefär 4 kilometer.